# Зибет Аттена

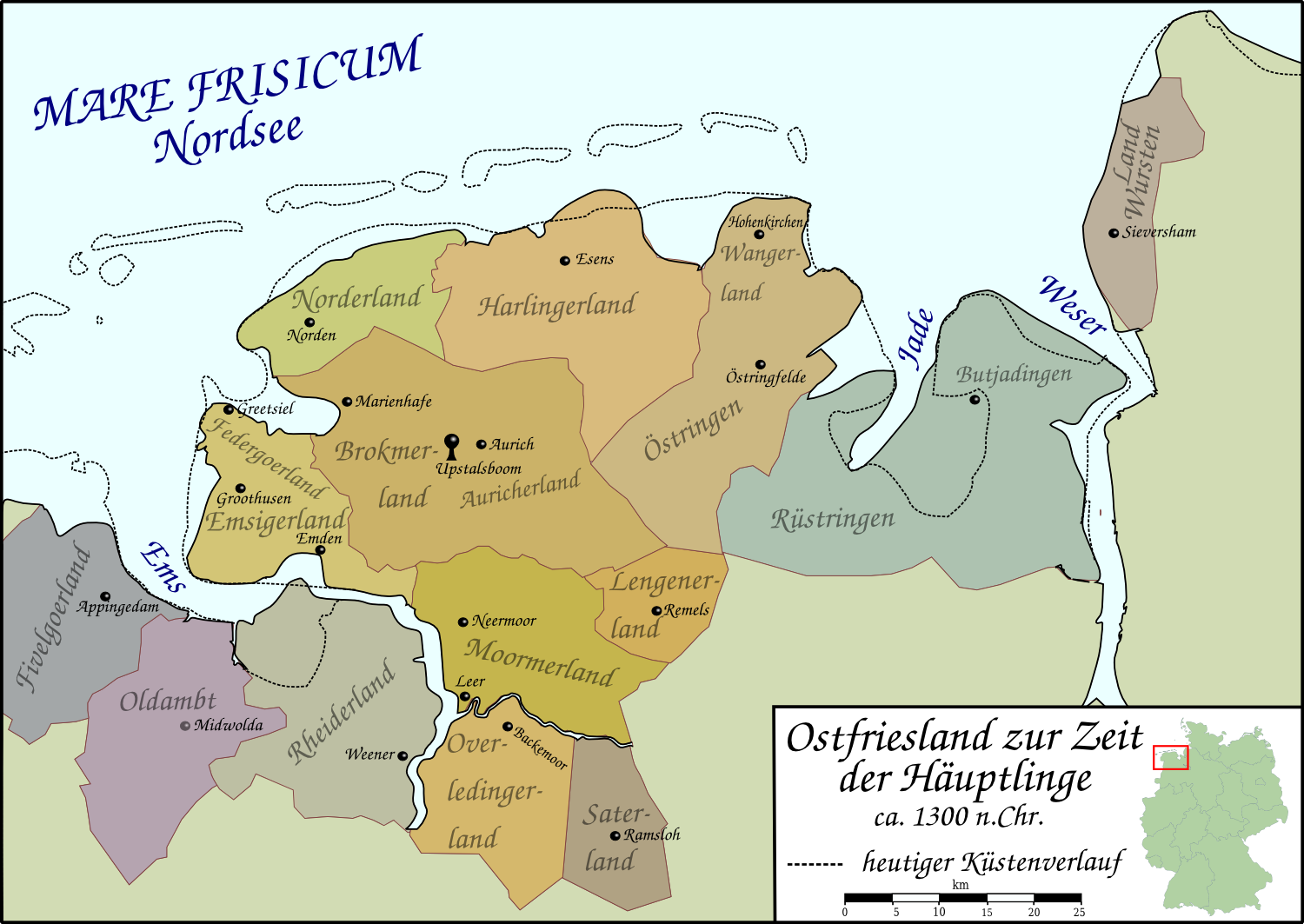
Восточная Фризия в период правления хофтлингов

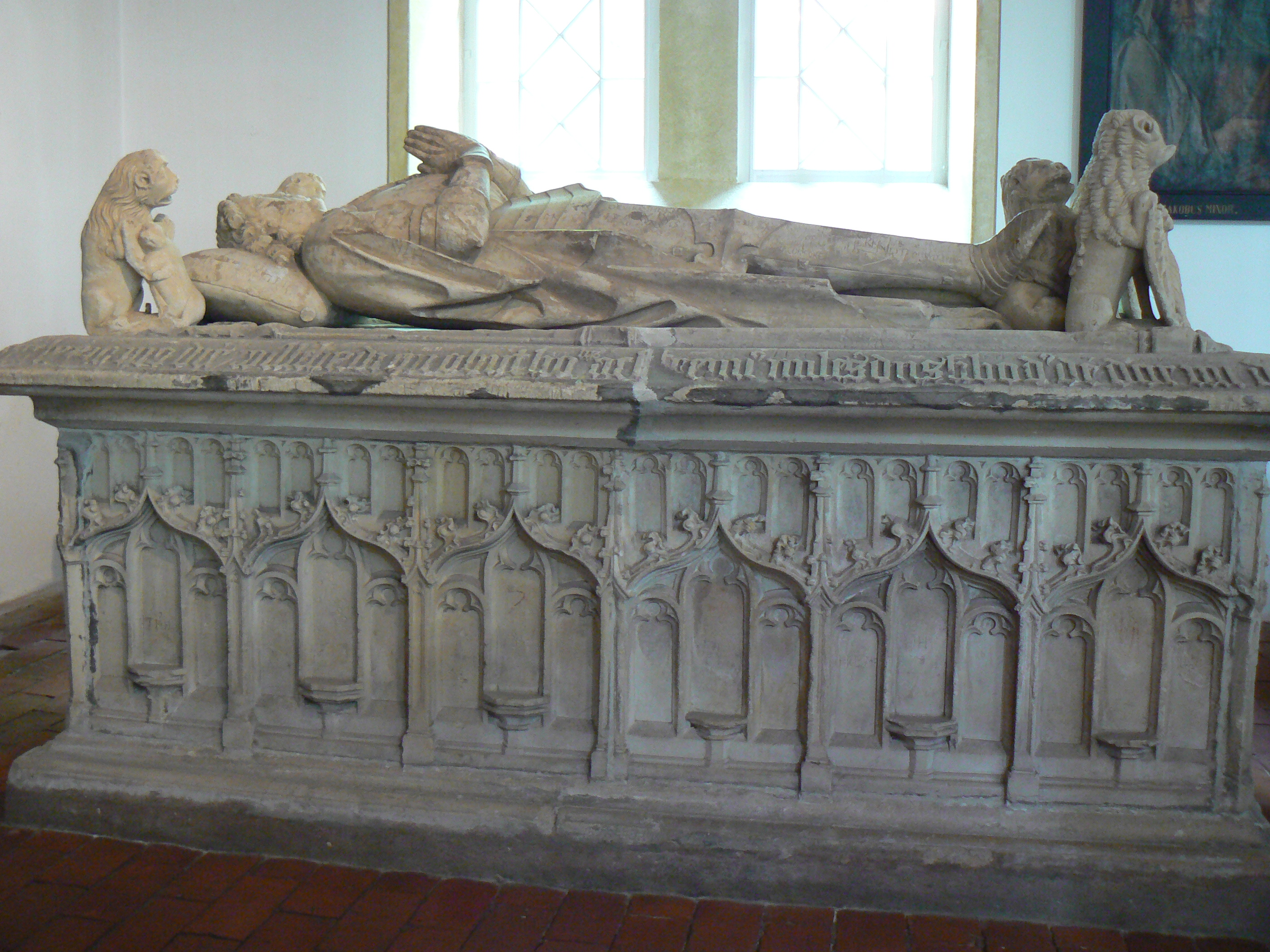
Саркофаг Зибета Аттены в церкви Святого Магнуса в Эзенсе

Зибет Аттена (з.-фриз. Sibet Attena, нем. Sibet Attena; около 1425 — 8 ноября 1473) — восточнофризский хофтлинг (вождь). Он был сыном Зибета из Дорнума (Зибета-старшего) (ум. 1433) и Фроувы из Маншлагта, дочери Энно Кирксены.

## Биография
Он унаследовал Остербург в Дорнуме от своего отца. От первой жены Онны из Штедесдорфа, дочери Херо Омкенса-старшего, он унаследовал Штедесдорф в 1447 году и получил права на Эзенс в 1454 году как племянник и верный последователь Ульриха Кирксены. С другой стороны, он отказался от материнского наследства в Маншлагте. В том же 1454 году он поддержал Ульриха Кирксену в его борьбе против Танне Канкены в Виттмунде, изгнал его и занял его местный замок. Семь лет спустя он согласился с его правами на Дорнум. Зибет Аттена называл себя вождем Эзенса, Штедесдорфа и Виттмунда с 1455 года. Таким образом, Харлингерланд оформился как сеньория.
После смерти Онны из Штедесдорфа в 1464 году он женился во второй раз на Маргарете фон Вестерволде.
В 1464 году Зибет присутствовал на церемонии провозглашения Ульриха Кирксены имперским графом в церкви Эмдена и по этому случаю был посвящён в рыцари.
После его смерти в 1473 году в церкви в Эзенсе, сегодняшней церкви Святого Магнуса, в его память был воздвигнут великолепный саркофаг из песчаника.

## Семья и потомки
От первого брака Зибета Аттены с Онной из Штедесдорфа родились:
- Вибет, женат на Тиадер из Евера (потомков нет)
- Херо Омкенс, женат на Армгард, графине Ольденбургской
- Фроува, замужем за Эдо Вимкеном-младшим, хофтлингом Евера (умерла в 1497 году вместе с тремя дочерьми от этого брака во время чумы)

Дети от второго брака с Маргарете фон Вестерволде:
- Ульрих фон Дорнум
- Зибо (потомков нет)